# Tom Galati
Tom Galati (St. Louis, 17 novembre 1951) è un ex calciatore statunitense, di ruolo centrocampista.

## Carriera

### Club
Si forma calcisticamente nella rappresentativa calcistica della Southern Illinois University Edwardsville, istituto che lo inserirà nel suo famedio sportivo nel 2010. Nel 1974 è ingaggiato dai Philadelphia Atoms come prima scelta nel draft, franchigia della NASL.
Nelle tre stagioni di militanza con gli Atoms non riuscì mai ad accedere alla fase a play off del torneo nordamericano. Nella stagione 1974, quella di esordio di Galati, si piazzò al secondo posto del titolo di NASL Rookie of the Year.
Nella stagione 1977 dopo aver cominciato il campionato, senza esordire, nei Washington Diplomats, passa alla neonata franchigia di L.V. Quicksilvers in cambio del giamaicano Art Welch. Con i Quicksilvers fallisce l'accesso ai play off, chiudendo al quinto ed ultimo posto della Southern Division di Pacific Conference.
Contemporaneamente e successivamente al calcio si dedicò all'indoor soccer, giocando con gli Atoms e con i St. Louis Steamers.
Nel 2007 è stato inserito nella "St. Louis Soccer Hall of Fame".

### Nazionale
Nel 1975 ha giocato un'amichevole con la nazionale di calcio degli Stati Uniti d'America, ovvero l'amichevole persa per 7-0 contro la Polonia, in cui partito da titolare fu sostituito all'inizio del secondo tempo da Alan Hamlyn.

## Statistiche

### Cronologia presenze e reti in nazionale
| Cronologia completa delle presenze e delle reti in nazionale ― Stati Uniti | Cronologia completa delle presenze e delle reti in nazionale ― Stati Uniti | Cronologia completa delle presenze e delle reti in nazionale ― Stati Uniti | Cronologia completa delle presenze e delle reti in nazionale ― Stati Uniti | Cronologia completa delle presenze e delle reti in nazionale ― Stati Uniti | Cronologia completa delle presenze e delle reti in nazionale ― Stati Uniti | Cronologia completa delle presenze e delle reti in nazionale ― Stati Uniti | Cronologia completa delle presenze e delle reti in nazionale ― Stati Uniti |
| Data                                                                       | Città                                                                      | In casa                                                                    | Risultato                                                                  | Ospiti                                                                     | Competizione                                                               | Reti                                                                       | Note                                                                       |
| -------------------------------------------------------------------------- | -------------------------------------------------------------------------- | -------------------------------------------------------------------------- | -------------------------------------------------------------------------- | -------------------------------------------------------------------------- | -------------------------------------------------------------------------- | -------------------------------------------------------------------------- | -------------------------------------------------------------------------- |
| 26-3-1975                                                                  | Poznań                                                                     | Polonia                                                                    | 7 – 0                                                                      | Stati Uniti                                                                | Amichevole                                                                 | -                                                                          | 46’                                                                        |
| Totale                                                                     |                                                                            | Presenze                                                                   | 1                                                                          |                                                                            | Reti                                                                       | 0                                                                          |                                                                            |